# 小行星25772
小行星25772（25772 Ashpatra）是一颗绕太阳运转的小行星，为主小行星带小行星。该小行星于2000年2月20日发现。

## 轨道参数
小行星25772的轨道半长轴为418 541 485 km，2.7977372 UA，离心率为0.046。